# چانن پیر
چانن پیر (به انگلیسی: Channan Pir) یک منطقهٔ مسکونی در پاکستان است که در پنجاب واقع شده‌است. چانن پیر ۱۰۱ متر بالاتر از سطح دریا واقع شده‌است.